# Sami Niku
Sami Niku (* 10. Oktober 1996 in Haapavesi) ist ein finnischer Eishockeyspieler, der seit Juli 2025 beim Lausanne HC aus der Schweizer National League unter Vertrag steht und dort auf der Position des Verteidigers spielt. Zuvor absolvierte Niku unter anderem 67 Spiele für die Winnipeg Jets und Canadiens de Montréal in der National Hockey League (NHL).

## Karriere
Sami Niku durchlief in seiner Jugend die Nachwuchsabteilungen von JYP Jyväskylä und war für deren U20 ab der Saison 2012/13 in der Nuorten SM-liiga aktiv, der höchsten Juniorenliga Finnlands. Bereits in der folgenden Spielzeit kam er überwiegend bei JYP-Akatemia, dem Farmteam von JYP, in der Mestis zum Einsatz, der zweithöchsten Profispielklasse des Landes. In der Saison 2014/15 erzielte der Abwehrspieler 25 Scorerpunkte in 39 Spielen für die Akatemia und debütierte parallel dazu für die erste Mannschaft des Vereins in der Liiga. Anschließend wurde er im NHL Entry Draft 2015 an 198. Position von den Winnipeg Jets ausgewählt.
In der Folge etablierte sich Niku im Aufgebot von JYP Jyväskylä und platzierte sich in der Spielzeit 2016/17 unter den zehn punktbesten Verteidigern der Liiga, sodass er im Mai 2017 von den Winnipeg Jets mit einem Einstiegsvertrag ausgestattet wurde. Zur folgenden Saison wechselte er nach Nordamerika und wurde dort fortan beim Farmteam der Jets, den Manitoba Moose, in der American Hockey League (AHL) eingesetzt. Auch in Manitoba präsentierte sich der Finne als Offensivverteidiger, so wurde er mit 54 Punkten zum zweitbesten Scorer seines Teams, während ihn unter den Abwehrspielern der Liga nur Jacob MacDonald übertraf. Infolgedessen wurde er mit dem Eddie Shore Award als bester Verteidiger ausgezeichnet und ins AHL First All-Star Team sowie ins AHL All-Rookie Team gewählt. Zudem gab Niku im April 2018 sein Debüt für die Jets in der National Hockey League (NHL) und erzielte dabei prompt sein erstes Tor. Im weiteren Verlauf etablierte er sich im NHL-Aufgebot Winnipegs.
Dennoch lösten die Jets und Niku den Vertrag des Finnen im September 2021 in beiderseitigem Einvernehmen auf. Wenige Tage später unterzeichnete der Finne einen Einjahresvertrag bei den Canadiens de Montréal. Diesen erfüllte er und kehrte anschließend nach fünf Jahren in Nordamerika zu JYP Jyväskylä in seine finnische Heimat zurück. Dort stand er bis Januar 2024 unter Vertrag, ehe der Verteidiger einen Kontrakt bis zum Saisonende 2023/24 beim Ligakonkurrenten Tampereen Ilves unterzeichnete. Zur Saison 2024/25 wechselte der Finne erstmals in die Schweiz und schloss sich per Einjahresvertrag dem EHC Kloten an. Innerhalb der National League schloss sich Niku zur folgenden Spielzeit dem Lausanne HC an.

### International
Erste internationale Erfahrungen sammelte Niku bei der World U-17 Hockey Challenge 2013, bevor er mit der finnischen Auswahl nur wenig später die Goldmedaille beim Europäischen Olympischen Winter-Jugendfestival 2013 gewann. Auf U18-Niveau nahm er am Ivan Hlinka Memorial Tournament 2013 sowie an der U18-Weltmeisterschaft 2014 teil, bevor er zum Aufgebot der U20-Nationalmannschaft bei den U20-Weltmeisterschaften 2015 und 2016 gehörte und dabei 2016 die Goldmedaille errang.

## Erfolge und Auszeichnungen
- 2018 Eddie Shore Award
- 2018 AHL First All-Star Team
- 2018 AHL All-Rookie Team

### International
- 2013 Goldmedaille beim Europäischen Olympischen Winter-Jugendfestival
- 2016 Goldmedaille bei der U20-Junioren-Weltmeisterschaft

## Karrierestatistik
Stand: Ende der Saison 2024/25

### International
Vertrat Finnland bei:
| - World U-17 Hockey Challenge 2013 - Europäischen Olympischen Winter-Jugendfestival 2013 - Ivan Hlinka Memorial Tournament 2013 | - U18-Junioren-Weltmeisterschaft 2014 - U20-Junioren-Weltmeisterschaft 2015 - U20-Junioren-Weltmeisterschaft 2016 |

(Legende zur Spielerstatistik: Sp oder GP = absolvierte Spiele; T oder G = erzielte Tore; V oder A = erzielte Assists; Pkt oder Pts = erzielte Scorerpunkte; SM oder PIM = erhaltene Strafminuten; +/− = Plus/Minus-Bilanz; PP = erzielte Überzahltore; SH = erzielte Unterzahltore; GW = erzielte Siegtore; 1 Play-downs/Relegation; Kursiv: Statistik nicht vollständig)